# Scordia
Scordia er en italiensk by (og kommune) i regionen Sicilien i Italien, med omkring 16.042(2023) indbyggere.  